# 范揚松
范揚松（英語：Yang-Sung Fan，1958年10月17日—），台灣新竹縣客家人。作家、詩人、企業經營者。

## 生平
范揚松小時候因家庭環境困苦，曾欲選擇提供公費的新竹師專，後仍決定改讀新竹中學，在校期間皆領取獎學金，不增加家裡經濟負擔，其後進入政大企管系，從此改變自己的人生際遇。二十歲那年出版第一本創作詩集《俠的身世》，其後陸續有作品出版。曾獲評1998年《經濟日報》管理培訓6大名師，1999年《中國時報》行銷業務8大名師，2001~2012年選入「哈佛雜誌百大名師錄」。
2007成立「中歐領袖標竿學院」，辦理瑞士歐洲大學台北校區MBA/DBA學位教育。瑞士歐洲大學校本部於瑞士日內瓦成立已超過40年。

## 現任
大人物管理顧問有限公司、新王道人力資源(股)公司董事長，美商無限娛樂（IPEU）公司資深經營顧問，世界公益行善聯合總會創會理事長，新王道智慧整合SI產聯盟策略長，陶朱公商聖學院院長，陶朱公范蠡財神協會副理事長，聯合百科出版社長兼發行人，創業基地執行長，中華國際管理顧問師協會理事長，台灣創意產業管理協會創會理事長，尤努斯基金會高級顧問，新故鄉智庫監事，中華農業科技協會常務理事，原鄉文化與社區發展協會理事，葡萄園詩刊社務委員，挺衛、百略文教基金會董事，中歐領袖標竿學院執行長，瑞士歐洲大學亞洲分校MBA‧DBA教授，華中科技大學教授，考試院國家文官學院、行政院人力發展特聘講座，行政院國家級台三線前跨部會治理委員，行政院客家委員會諮詢委員，台北市政府聘任市府顧問。

## 經歷
歷任行政院台三線跨部會治理委員，客家電視台「高峰客家力」主持人，全智庫科技負責人，台灣（北區）房屋總經理，虹成科技執行副總，管理科學會輔導組組長，現代管理總編輯，台塑集團南亞公司副管理師，台灣創意產業協會理事長。

## 榮譽
榮獲香港徵詩第一名（1978），兩屆國軍文藝金像獎（1980、1982），陸軍文藝金獅獎（1983），全國優秀青年詩人獎（1983），選入「跨世紀菁英名人錄」（2000），獲選為「新竹現代詩七詩人」（2001），專論載入文獻，獲葡萄園詩創作獎（2003），中原企研所傑出獎（2004），新聞局數位創新獎（2006），數位金鼎獎（2008、2010），主持電視台「高峰客家力」獲優良節目獎（2008），EU教學研究卓越獎（2009-2015），EU最佳論文指導獎（2013-2018），入選客家名人錄（2019），范蠡商業模式演化研究入選南陽理工學院教科書選輯（2022）。

## 中文專書
- 詩集《俠的身世》，范揚松 著，1980年5月
- 詩集《帶你走過大地》,1983年
- 詩集《木偶劇團》，范揚松 著，1990年３月
- 《為生涯點燈》[2]，1997年，大人物出版社
- 《EQ闖生涯》[3]，1997年，大人物出版社
- 詩集《尋找青春拼圖》，范揚松 著，2007年１２月
- 《領導未來的CEO：12堂EMBA名師的管理必修課》[4]，2012年，盧希鵬、江明修、陳明德、屠益民、范揚松、吳宗祐、黃丙喜、吳春來、萬英豪、覃冠豪、馮志能、伍忠賢 合著，商周出版
- 《創意人一定要懂的7堂EMBA課》[5]，2013年，何小台、范揚松、黃丙喜、解崙 合著，商周出版
- 詩集《愛河流域》[6]，2014年４月，胡爾泰、陳福成、方飛白、吳明興、范揚松 合著，聯合百科電子出版
- 《詩、生命及其不滿訪談錄》，范揚松 著，2014年７月，聯合百科電子出版
- 《商戰春秋陶朱公》，2019年12月，范聖剛、范揚松 合著
- 《范蠡商戰兵法三十六計》，2020年12月，范揚松、陳福成 合著
- 詩集《人間行旅》，2021年12月，陳福成、方飛白、吳明興、范揚松、莊雲惠 合著，文史哲出版社
- 詩集《莫道書生空議論》，2023年5月，范揚松 著，陳福成 編
- 詩集《詩以載道競風華》，2023年7月，范揚松 著，陳福成 編，吳明興 註，大人物管理顧問有限公司出版
- 《歪打正著當校長》，2024年8月，范揚松 著，大人物管理顧問有限公司出版
- 《陶朱公聚富十八講》，2024年9月，范揚松 著，程國政 校，聯合百科出版
- 《拜祖先安世代—禮祀奉祠祖先的經典》，2025年6月，范揚松、洪劍龍、鄒一寬 編著，台灣安世代科技股份有限公司出版

## 相關著作
- 《嚴謹與浪漫之間：范揚松的生涯轉折與文學風華》[7]，2013年3月，陳福成 著，文史哲出版社
- 《詩人范揚松論: 真實生命的開顯與回歸》，2014年4月，吳明興 著，聯合百科電子出版
- 《緣來艱辛非尋常：賞讀范揚松仿古體詩稿》[8]，2016年，陳福成 著，文史哲出版社
- 詩集《中國藏頭詩(一) 》，2023年3月，陳福成 編，文史哲出版社

## 外部連結
- 新世紀形象管理學院-范揚松老師 （页面存档备份，存于）
- 范揚松博士資料、著作及圖文檔案